# Düsseldorfer Stadtwald
Als Düsseldorfer Stadtwald werden verschiedene Waldgebiete im Gebiet der Stadt Düsseldorf bezeichnet. Mit einer Gesamtfläche von über 2500 ha. ist der Düsseldorfer Stadtwald ein wichtiges Naherholungsgebiet für die Bürger der Stadt Düsseldorf.

## Geographische Daten
Der Düsseldorfer Stadtwald umfasst verschiedene Waldgebiete im Gebiet der Stadt Düsseldorf mit einer Gesamtfläche von über 2500 ha.
Organisatorisch ist der Stadtwald in die drei Forstreviere Nord, Mitte und Süd unterteilt.
Der Düsseldorfer Stadtwald umfasst u. a. die Gebiete
- Nord
  - Kalkumer Forst
  - Naturschutzgebiet Überanger Mark mit Heltorfer Mark
  - Forstbusch
- Mitte
  - Aaper Wald
  - Grafenberger Wald
  - Gerresheimer Wald
- Süd
  - Eller Forst
  - Hasseler Forst
  - Forst Benrath
  - Unterbacher See und Elbsee
  - Forst Garath
  - Urdenbacher Altrhein

## Bedeutung
Die Gebiete des Düsseldorfer Stadtwaldes erfüllen eine wichtige Naherholungsfunktion für die Düsseldorfer Bevölkerung. Als Lebensraum für heimische Tier- und Pflanzenarten kommt dem Wald Bedeutung zu. Die Holzwirtschaft tritt demgegenüber in den Hintergrund. Zudem dient der Wald der Sensibilisierung für das Ökosystem und als Bildungsort. So wurden dort eine Waldschule und ein Wildpark eingerichtet, die sich mit umwelt- und erlebnispädagogischen Angeboten an Interessierte wenden.

## Geschichte
Der frühere Düsseldorfer Oberbürgermeister Ernst Lindemann (1886–1899) setzte sich vehement für den Erwerb der dem preußischen Staat gehörenden Waldgebiete ein. Ab 1903 gehört der Grafenberger Wald der Stadt. Der Stadtwald wurde aber in der Folgezeit noch mehrfach erweitert und wird seit 1965 nach naturnahen Richtlinien bewirtschaftet. Im Jahr 2000 unterzog sich der Düsseldorfer Stadtwald einer Zertifizierung nach den Kriterien des Weltforstwirtschaftsrates (FSC) und Naturland. Diese Zertifizierung verlangt eine umweltgerechte, sozial verantwortungsvolle und wirtschaftlich tragfähige Waldwirtschaft. Im Jahr 2005 wurde die Zertifizierung erneut erfolgreich absolviert. Im Zusammenhang mit dem 2011 von den UN deklarierten Jahr der Wälder wurden im Düsseldorfer Stadtwald 12000 Laubbäume gepflanzt. Hiermit soll die nächste Waldgeneration gesichert werden. Erhebliche Schäden verursachte die Gewitterfront des Tiefs Ela am 9. Juni 2014.